# ATC C02 – Vérnyomáscsökkentők
Az ATC C02 – Vérnyomáscsökkentők a gyógyszerek anatómiai, gyógyászati és kémiai osztályozási rendszerének (ATC) egyik alcsoportja.
| ATC C   | Kardiovaszkuláris rendszer               |
| ------- | ---------------------------------------- |
| ATC C01 | Szívre ható szerek                       |
| ATC C02 | Vérnyomáscsökkentők                      |
| ATC C03 | Diuretikumok                             |
| ATC C04 | Perifériás értágítók                     |
| ATC C05 | Vazoprotektív szerek                     |
| ATC C07 | Béta-receptor-blokkolók                  |
| ATC C08 | Kalciumcsatorna-blokkolók                |
| ATC C09 | Renin-angiotenzin rendszerre ható szerek |
| ATC C10 | Szérum lipidszintet csökkentő szerek     |

## C02A Központi hatású antiadrenerg szerek

### C02AARauwolfiaalkaloidok
C02AA01 Rescinnamine
C02AA02 Reserpine
C02AA03 Combinations of rauwolfia alkaloids
C02AA04 Rauwolfia alkaloids, whole root
C02AA05 Deserpidine
C02AA06 Methoserpidine
C02AA07 Bietaserpine
C02AA52 Reserpine, combinations
C02AA53 Combinations of rauwolfia alkaloids, combinations
C02AA57 Bietaserpine, combinations

### C02AB Metildopa
C02AB01 Metildopa (jobbra forgató)
C02AB02 Metildopa (racém)

### C02ACImidazolin-receptor agonisták
| C02AC01 | Klonidin   | Clonidine   | Clonidini hydrochloridum        |
| C02AC02 | Guanfacin  | Guanfacine  |                                 |
| C02AC04 | Tolonidin  | Tolonidine  |                                 |
| C02AC05 | Moxonidin  | Moxonidine  | Moxonidinum                     |
| C02AC06 | Rilmenidin | Rilmenidine | Rilmenidini dihydrogenophosphas |

## C02B Antiadrenergic agents,ganglion-blocking

### C02BASulfoniumszármazékok
C02BA01 Trimetaphan

### C02BB Másodlagos és harmadlagosaminok
C02BB01 Mecamylamine

## C02C Perifériás hatású antiadrenerg szerek

### C02CA Alfa-adrenoreceptor blokkolók
| C02CA01 | Prazozin   | Prazosin   | Prazosini hydrochloridum |
| C02CA02 | Indoramin  | Indoramin  |                          |
| C02CA03 | Trimazozin | Trimazosin |                          |
| C02CA04 | Doxazozin  | Doxazosin  | Doxazosini mesilas       |
| C02CA06 | Urapidil   | Urapidil   |                          |

### C02CCGuanidin-származékok
| C02CC01 | Betanidin   | Betanidine   |                         |
| C02CC02 | Guanetidin  | Guanethidine | Guanethidini monosulfas |
| C02CC03 | Guanoxán    | Guanoxan     |                         |
| C02CC04 | Debriszokin | Debrisoquine |                         |
| C02CC05 | Guanoklor   | Guanoclor    |                         |
| C02CC06 | Guanazodin  | Guanazodine  |                         |
| C02CC07 | Guanoxabenz | Guanoxabenz  |                         |

## C02D Arteriolák simaizomzatára ható szerek

### C02DATiazidszármazékok
C02DA01 Diazoxide

### C02DBHidrazino-ftálazin származékok
| C02DB01 | Dihidralazin | Dihydralazine | Dihydralazini sulfas hydricus |
| C02DB02 | Hidralazin   | Hydralazine   | Hydralazini hydrochloridum    |
| C02DB03 | Endralazin   | Endralazine   |                               |
| C02DB04 | Kadralazin   | Cadralazine   |                               |

### C02DCPirimidin-származékok
C02DC01 Minoxidil

### C02DDNitroferricianidszármazékok
C02DD01 Nitroprusside

### C02DGGuanidinszármazékok
| C02DG01 | Pinacidil | Pinacidil |

## C02K Egyéb vérnyomáscsökkentők

### C02KA Nem Rauwolfia alkaloidok
C02KA01 Veratrum

### C02KBTirozinhidroxiláz gátlók
| C02KB01 | Metirozin | Metirosine |

### C02KCMAOgátlók
| C02KC01 | Pargilin | Pargyline |

### C02KDSzerotoninantagonisták
C02KD01 Ketanserin

### C02KX Egyéb vérnyomáscsökkentők
| C02KX01 | Boszentán    | Bosentan    |
| C02KX02 | Ambriszentán | Ambrisentan |
| C02KX03 | Szitaxentán  | Sitaxentan  |

## C02L Vérnyomáscsökkentők és diuretikumok kombinációi

### C02LA Rauwolfia-alkaloidok és diuretikumok kombinációi
C02LA01 Reserpine and diuretics
C02LA02 Rescinnamine and diuretics
C02LA03 Deserpidine and diuretics
C02LA04 Methoserpidine and diuretics
C02LA07 Bietaserpine and diuretics
C02LA08 Rauwolfia alkaloids, whole root and diuretics
C02LA09 Syrosingopine and diuretics
C02LA50 Combinations of rauwolfia alkaloids and diuretics including other combinations
C02LA51 Reserpine and diuretics, combinations with other drugs
C02LA52 Rescinnamine and diuretics, combinations with other drugs
C02LA71 Reserpine and diuretics, combinations with psycholeptics

### C02LB Metildopa és diuretikumok kombinációja
C02LB01 Metildopa (levorotatory) and diuretics

### C02LC Imidazolin receptor agonista és vizelethajtók kombinációja
C02LC01 Clonidine and diuretics
C02LC05 Moxonidine and diuretics
C02LC51 Clonidine and diuretics, combinations with other drugs

### C02LE Alpha-adrenoreceptor antagonisták és diuretikumok
C02LE01 Prazosin and diuretics

### C02LFGuanidinszármazékok és diuretikumok
C02LF01 Guanethidine and diuretics

### C02LG Hidrazinoftalazin származékok és diuretikumok
C02LG01 Dihydralazine and diuretics
C02LG02 Hydralazine and diuretics
C02LG03 Picodralazine and diuretics
C02LG51 Dihydralazine and diuretics, combinations with other drugs
C02LG73 Picodralazine and diuretics, combinations with psycholeptics

### C02LK Nem rauwolfia alkaloidok és vizelethajtók kombinációja
C02LK01 Veratrum and diuretics

### C02LL MAO gátlók és diuretikumok
C02LL01 Pargyline and diuretics

### C02LX Egyéb vérnyomáscsökkentők és a vízhajtók
C02LX01 Pinacidil and diuretics